# Brachyunguis atraphaxidis
Brachyunguis atraphaxidis är en insektsart. Brachyunguis atraphaxidis ingår i släktet Brachyunguis och familjen långrörsbladlöss. Inga underarter finns listade i Catalogue of Life.